# Tute Cabrero
Tute Cabrero es una película de argentina en blanco y negro dirigida por Juan José Jusid sobre su propio guion escrito en colaboración con Roberto Cossa sobre el guion televisivo original de Roberto Cossa que se estrenó el 23 de mayo de 1968 y que tuvo como protagonistas a Pepe Soriano, Juan Carlos Gené, Luis Brandoni y Flora Steinberg.
El nombre proviene del juego de cartas llamado Tute que en su versión para tres jugadores ganan los que obtienen el mayor o el menor puntaje entre ellos.

## Sinopsis
Tres dibujantes técnicos, compañeros de trabajo y amigos, se ven obligados a elegir cuál de ellos dejará la empresa en la que trabajan, afectada por razones económicas, pues caso contrario lo decidirá la empleadora.

## Reparto
- Pepe Soriano …Luis Sosa
- Juan Carlos Gené …Carlos Parenti
- Luis Brandoni …Sergio Bruni
- Flora Steinberg …Laura Parenti
- Alejandro Marcial …Barcel
- Cristina Moix …Gladys Bruni
- Hugo Midón …Ramos
- Leonardo Leiderman
- Dina Pardos
- Roberto Zabala
- Ángela Vinci
- María Isabel Nicholson
- Alicia Rosendorf
- José Luis Fernández
- María Florencia Brandoni
- Stella Maris Closas

## Comentarios
La Razón dijo:

”Un Buenos Aires verdadero, con hombres reales que viven un conflicto auténtico, su lenguaje es moroso, sugestivo, anticonvencional, conduce a sus personajes en forma natural y no olvida el acertado empleo de un suave suspenso.”

La Nación dijo:

”Vivo acento renovador. Es lamentable que el lenguaje cinematográfico de Jusid no tenga la flexibilidad y la fuerza vital que hubieran sido necesariaspara hacer… un testimonio cálido y vigoroso.”

Manrupe y Portela escriben:

”Buen cine de oficina de Jusid. A partir de una anécdota pequeña, el juego de desgaste de los personajes está contado con dureza y verosimilitud.”